# Línea de alta velocidad Montpellier-Perpiñán
La línea nueva Montpellier-Perpiñán es un proyecto que consiste en unir las ciudades de Montpellier y Perpiñán a través de un nuevo corredor de altas prestaciones. También unirá la red de alta velocidad española, por la LAV Perpiñán-Figueras con la red de alta velocidad francesa, por otra línea nueva de circunvalación de Montpellier y Nimes. Forma parte del Corredor 3 de la Red Transeuropea de Ferrocarril de Alta Velocidad.
Está previsto permitir conectar París con Barcelona en 3 horas a partir de 2040 y París con Madrid en 6 horas.

## Historia
El acuerdo de Madrid de 10 de octubre de 1995 preveía la construcción de un enlace ferroviario de alta velocidad entre los dos países, con una licitación competitiva para una concesión de diseño, construcción y explotación. Los estudios preliminares de diseño fueron validados. En 2000, la línea de alta velocidad LGV Languedoc Roussillon entre Montpellier y Perpiñán fue declarada proyecto de interés general, y el 16 de mayo de 2005, el proyecto de circunvalación de Nîmes y Montpellier para una nueva línea mixta de pasajeros y mercancías fue declarado de interés público por decreto. No se hizo nada con respecto al tramo Montpellier - Perpiñán.
En 2006, el Ministerio de Transportes pidió a RFF que iniciara los estudios de la nueva línea Montpellier-Perpiñán (LNMP). En septiembre de 2008, se decidió organizar un debate público sobre la nueva línea Montpellier - Perpiñán, que se desarrolló del 3 de marzo al 3 de julio de 2009. El 26 de noviembre de 2009, tras el debate público, se decidió continuar los estudios para una línea combinada de alta velocidad y mercancías. El debate público sobre el proyecto de LNMP dio lugar a la presentación del informe sobre el debate público sobre la nueva línea Montpellier-Perpiñán el 25 de agosto de 2009.
El 14 de noviembre de 2011, la ministra de Ecología, Desarrollo Sostenible, Transportes y Vivienda validó la primera fase de los estudios, que definía una zona de paso de 1.000 metros de ancho. A finales de 2012, el actor Pierre Richard y el yudoca Automne Pavia participaron en una campaña publicitaria nacional financiada por el Consejo General del Aude y la Gran Narbona para la creación de una estación de TAV en Narbona.
En enero de 2016, el Secretario de Estado de Transportes, Alain Vidalies, indicó que quería aprobar la ruta Montpellier Perpiñán. Según Carole Delga, Presidenta de la región Languedoc-Rosellón-Midi-Pirineos, "el Ministro se ha comprometido a aprobar en los próximos días la propuesta de trazado resultante del proceso de consulta". Está previsto que SNCF Réseau inicie el procedimiento de declaración de interés público del proyecto en el invierno de 2016-2017.
El 3 de febrero de 2016, el secretario de Estado de Transportes, Alain Vidalies, confirmó la elección del trazado de la nueva línea Montpellier-Perpiñán (LNMP)10. El trazado tendrá una anchura de 100 a 200 metros. Se prevén dos nuevas estaciones, una en Béziers y otra en Narbona.
En septiembre de 2016, un informe del Senado se pronunció en contra de la creación de nuevas líneas en la región de Occitanie y recomendó congelar la financiación durante quince años, prefiriendo en su lugar financiar el mantenimiento de las líneas clásicas existentes en otras regiones. Sin embargo, el proyecto cuenta con el apoyo activo de numerosos representantes electos de la región de Occitanie, en particular Philippe Huppé, diputado por Hérault, y Philippe Saurel, alcalde de Montpellier.
El 8 de julio de 2020, Louis Aliot pidió al primer ministro Jean Castex que se comprometiera firmemente a acelerar la línea LGV Montpellier-Perpiñán y a abrir Perpiñán y su departamento. El primer ministro respondió: "Pondré toda mi energía para que vaya más rápido de lo que ha ido hasta ahora".
A finales de abril de 2021, el primer ministro Jean Castex pidió que se "acelerara" el proyecto tras el anuncio de la financiación estatal de la línea de alta velocidad Burdeos-Toulouse.
El 16 de febrero de 2023, la fase 1 del proyecto, la creación de la línea combinada Montpellier-Béziers, fue declarada de interés público.